# Ajos Joanis (stacja metra)
Ajos Joanis (gr: Άγιος Ιωάννης) – stacja metra ateńskiego, na linii 2 (czerwonej). Została otwarta 16 listopada 2000.